# Jean-Pierre de Ransonnet-Bosford
Pour les articles homonymes, voir Ransonnet.
Jean Pierre de Ransonnet-Bosford, né le 13 octobre 1744 à Liège (Principauté de Liège), mort le 3 mars 1796 à Moûtiers (Savoie), est un général de brigade de la Révolution française.

## États de service
Il entre en service en 1768, comme cuirassiers dans l’armée autrichienne à Modène jusqu’en 1773, et de 1778 à 1783, il participe à la guerre d’indépendance en Amérique.
En avril 1792, il rejoint l’armée française, avec le grade de capitaine, commandant de la compagnie de chasseurs de Ransonnet, attachée à l’armée du Nord, et il passe chef de brigade des tirailleurs de la Meuse le 1er juin 1792.
Il est promu général de brigade provisoire le 8 avril 1793, par le général Dampierre, et commandant des arrondissements de Marchiennes et d’Orchies le 10 avril suivant. Il est confirmé dans son grade le 6 février 1794.
Le 2 juillet 1794, il commande la 1re brigade d’infanterie de la division du général Muller à l’armée de Sambre-et-Meuse, et le 13 août suivant il est démis de ses fonctions par le représentant en mission Gillet. Il est réintégré le 11 février 1795,  et remis en activité le 25 juillet à l’armée d’Italie, comme commandant du dépôt de cavalerie de Tarascon. En octobre 1795, il est affecté à l’armée des Alpes, et le 30 décembre il prend le commandement de la Vallée de la Tarentaise
Il meurt le 3 mars 1796 à son poste de commandement à Moûtiers.

## Famille
Il est le père de quatre officiers de l'armée française, dont le capitaine de vaisseau Joseph Ransonnet.

## Hommage
La rue Ransonnet située en Outremeuse à Liège lui rend hommage.

## Sources
- (en) « Generals Who Served in the French Army during the Period 1789 - 1814: Eberle to Exelmans »
- Étienne Charavay, Correspondance général de Carnot, tome 2, imprimerie Nationale, 1892, p. 265.
- (pl) « Napoléon.org.pl »
- Charles Théodore Beauvais et Vincent Parisot, Victoires, conquêtes, revers et guerres civiles des Français, depuis les Gaulois jusqu’en 1792, tome 26, C.L.F Panckoucke, janvier 1822, 414 p. (lire en ligne), p. 152.